# 巨大血小板綜合症
巨大血小板症候群（英語：giant platelet syndrome），又称为伯纳德－苏里尔症候群（Bernard–Soulier syndrome），是一种罕见的血小板异常性疾病，为常染色体隐性遗传。发病率仅百万分之一，大多源于近亲结婚。
患者的血小板膜糖蛋白Ib（GpIb）缺乏使其黏附功能降低，血小板计数轻度或中度减少，伴随有巨大血小板，出血时间延长。出生后数天便可发病，症状包括皮肤紫癜、淤斑、鼻出血，严重的则有内脏出血、关节出血等。不同患者或同一患者在不同时期的出血严重程度有很大差异，可随年龄增长而减轻。
该病除对症治疗及输血小板外，没有特殊疗法。